# PowerJet
PowerJet is een 50-50 joint venture tussen de Franse vliegtuigmotorbouwer Snecma en diens Russische sectorgenoot NPO Saturn. Het doel van de samenwerking was de ontwikkeling van een vliegtuigmotor specifiek voor regionale verkeersvliegtuigen, een groeimarkt. NPO Saturn maakte al sinds 1997 onderdelen voor de CFM56 van CFM International, waarin Snecma ook een 50%-aandeel heeft. In april 2002 stelden de twee bedrijven een nieuwe vliegtuigmotor voor en in 2004 werd besloten tot een joint venture.
Het resultaat van de samenwerking werd de SaM146-turbofan. Gebaseerd op de CFM56 en Snecma's militaire M88 is die 3,59 meter lang, 2,26 ton zwaar, heeft een rotordiameter van 122 centimeter en kreeg een maximaal vermogen van 76,84 kN. Tijdens de ontwikkeling lag de nadruk op een laag verbruik, betrouwbaarheid, eenvoud in onderhoud en lage onderhoudskosten. Snecma levert de binnenmotor, het motorcontrolesysteem, de overbrenging, de nacelle en is verantwoordelijk voor de eindintegratie en vluchttesten. NPO Saturn maakt de buitenmotor en doet de grondtesten en installaties. PowerJet heeft geen eigen fabrieken. De productie gebeurt in verschillende fabrieken in Frankrijk en Rusland: vier van Snecma en vier van NPO Saturn.
De Russische vliegtuigbouwer Soechoj koos al in 2003 voor PowerJets motor om de nieuwe Soechoj Superjet 100 aan te drijven. Op 19 mei 2008 maakte de combinatie de eerste proefvlucht in Komsomolsk aan de Amoer. In juni 2010 werd de motor gecertifieerd in Europa, in augustus gevolgd door Rusland.

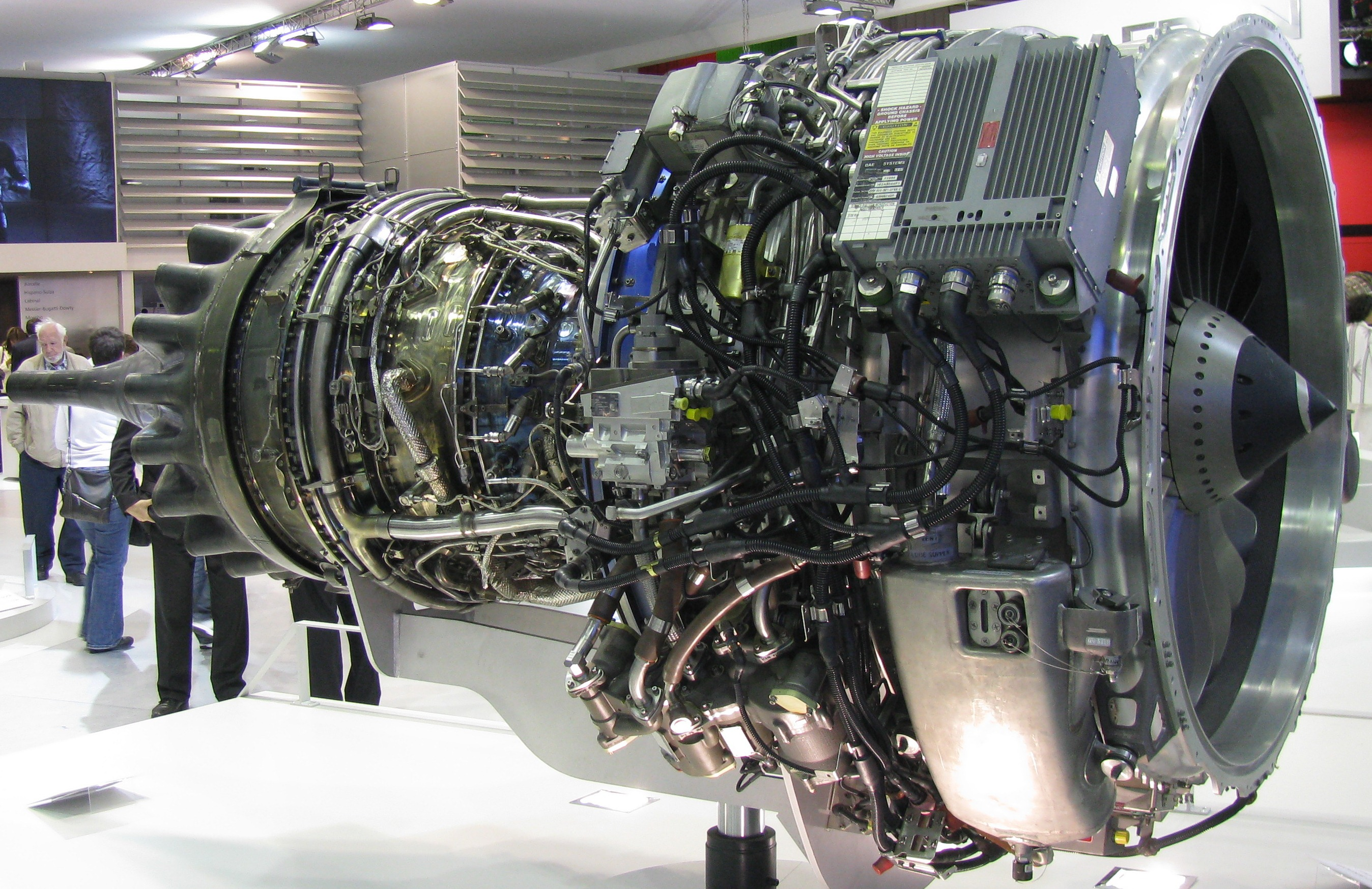
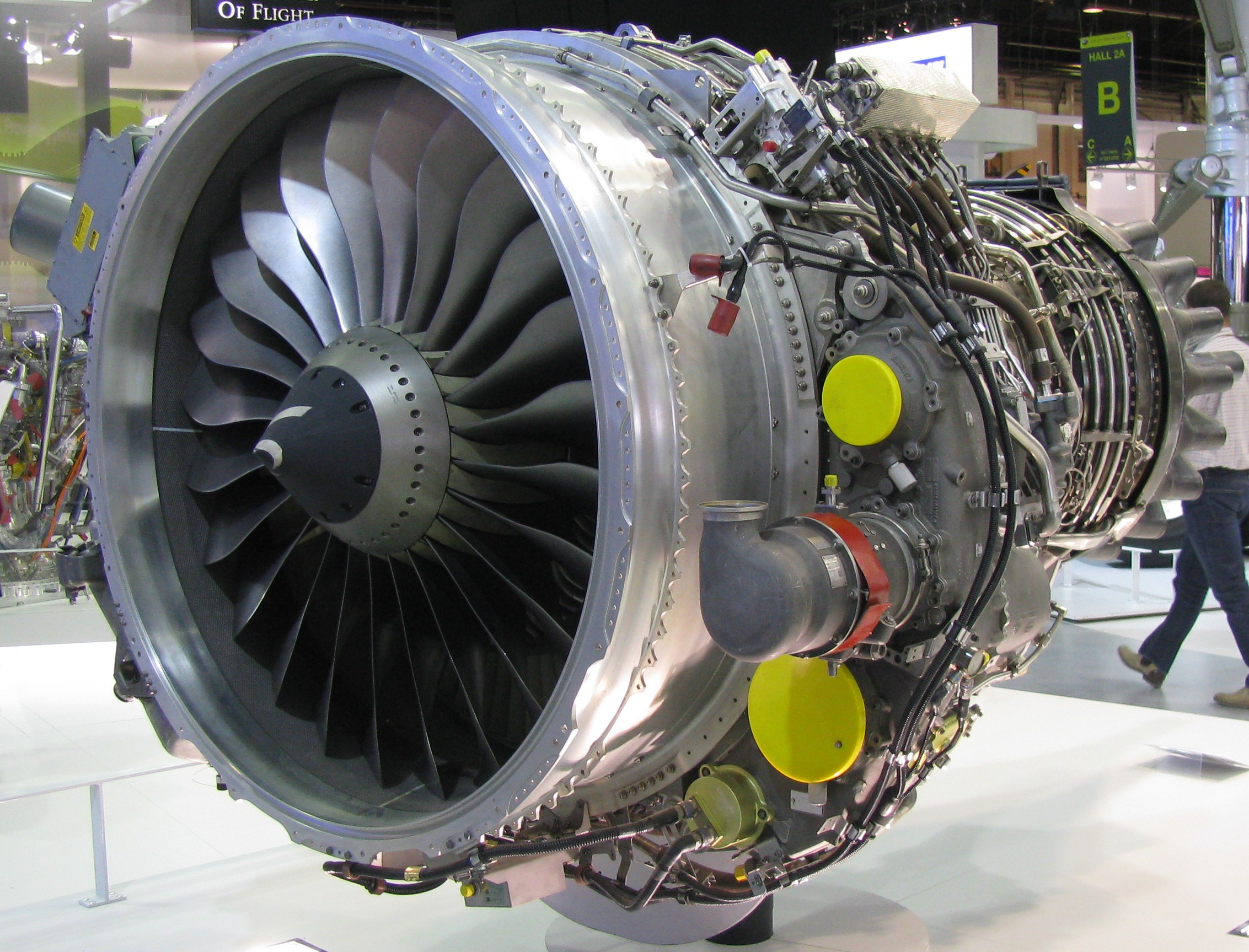
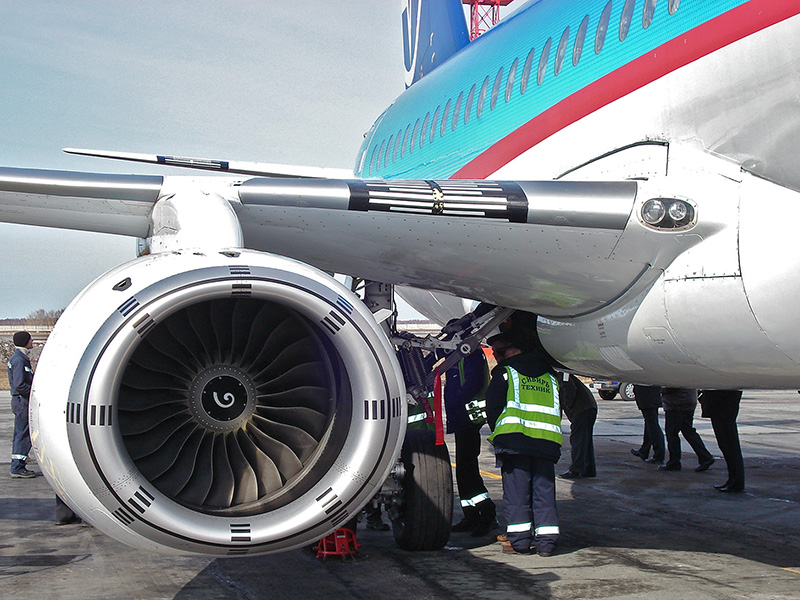
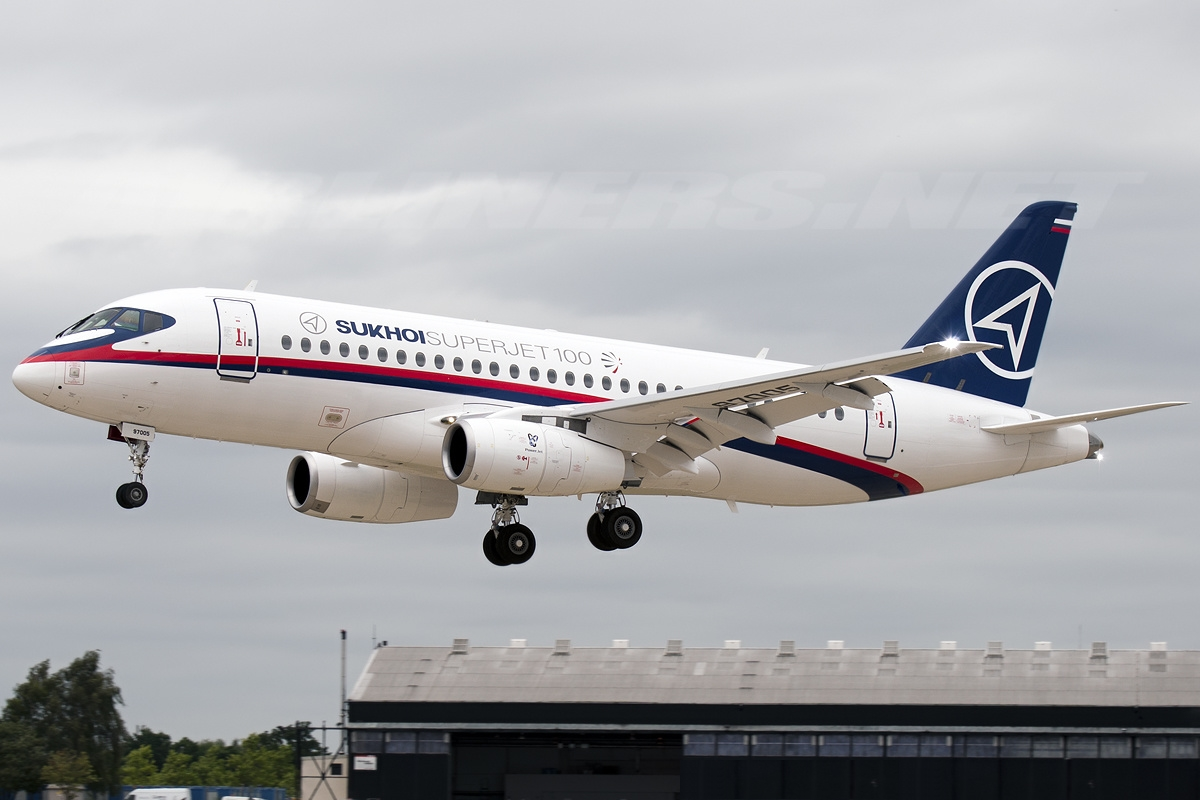